# Château de Giuliano
Le château de Giuliano, est un château médiéval situé dans le village de Giuliano di Lecce une frazione de la commune de Castrignano del Capo, province de Lecce dans les Pouilles,.
La forteresse est l'une des rares du Salento à avoir conservé intacte son allure d'origine. Les douves sont encore visibles.

## Historique
Le château a été construit au début du XVIe siècle dans le cœur historique de la ville. Le bâtiment fortifié est toujours une propriété privée.
La façade principale, sur les côtés de laquelle s'élèvent deux tours de forme carrée, est caractérisée par des courtines et quatre hauts bastions. Un grand pont en arc, qui traverse les douves, permet d'accéder à l'intérieur du château. La structure est répartie autour d'une grande cour centrale sur laquelle donnent toutes les pièces du rez-de-chaussée et du premier étage. Le rez-de-chaussée, destiné aux activités de production, abrite les écuries, les entrepôts et les locaux des domestiques ; l'étage supérieur était la résidence du seigneur féodal.

## Galerie

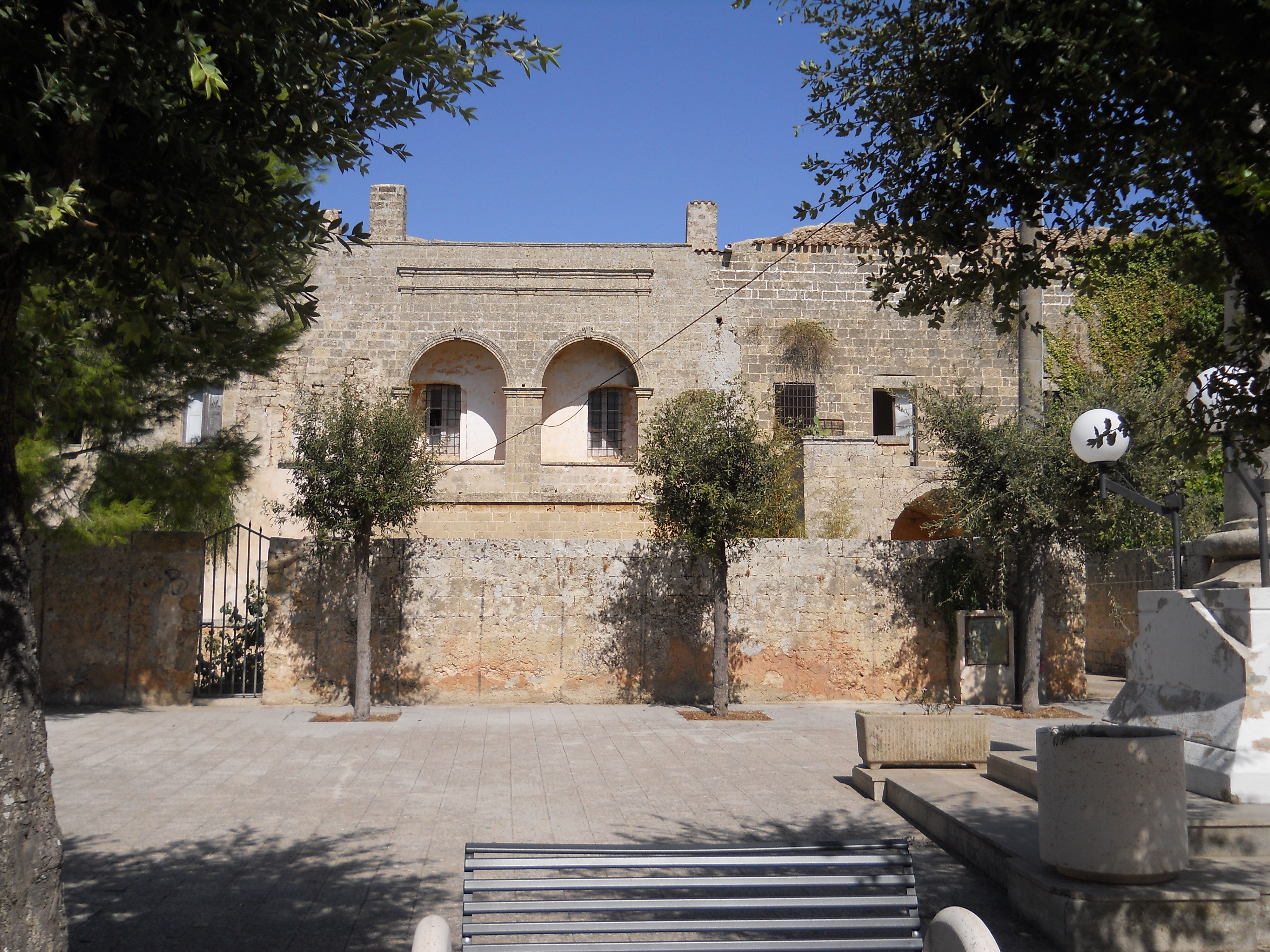
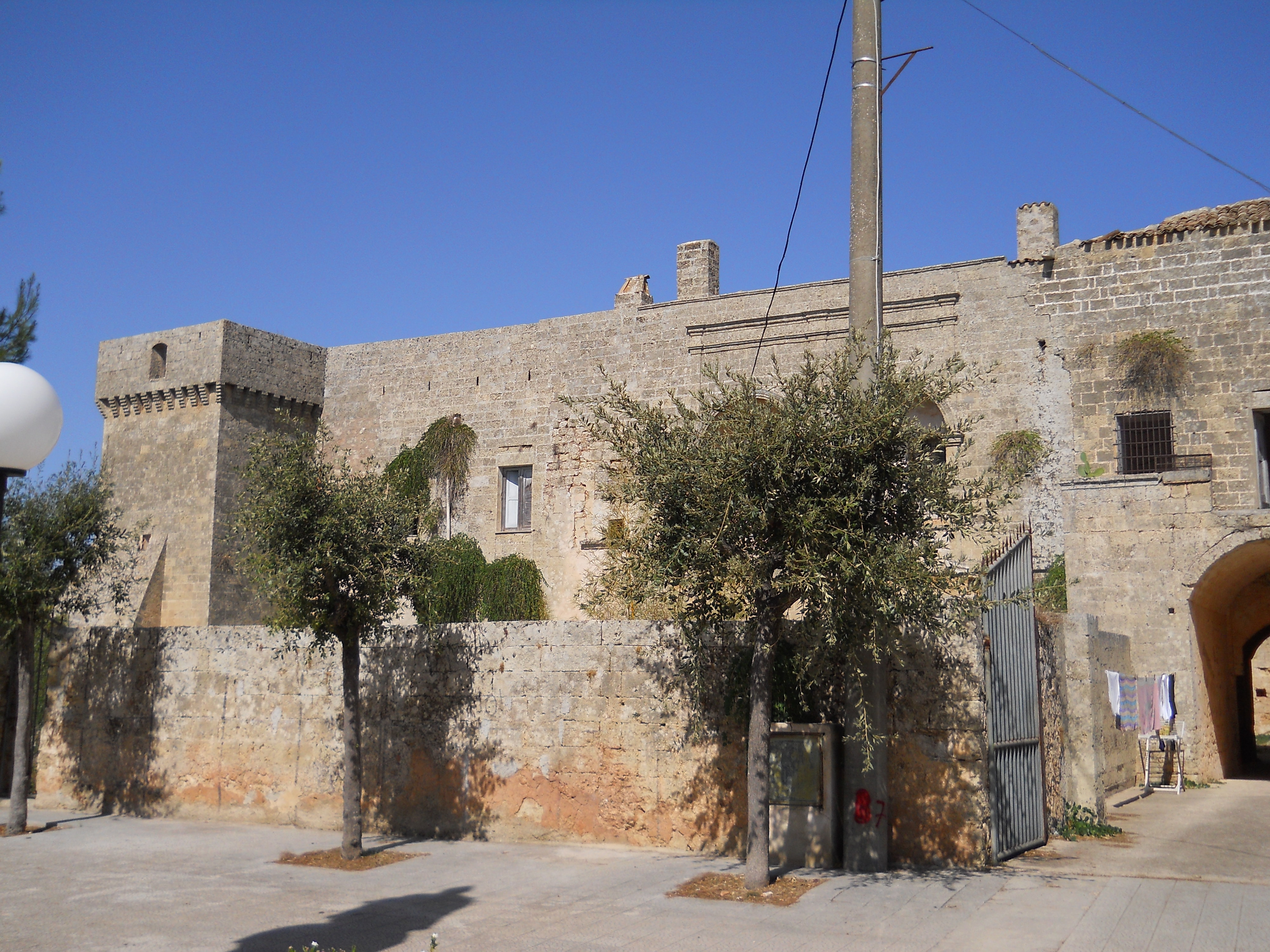